# Rasmus Bartholin
Pour les articles homonymes, voir Bartholin.
Rasmus Bartholin, ou Erasmus Berthelsen, né à Roskilde le 13 août 1625 et mort à Copenhague le 4 novembre 1698, est un médecin danois qui étudia la biréfringence du spath d'Islande.

## Biographie
Fils du médecin Caspar Berthelsen, frère de Thomas Bartholin, Rasmus Bartholin étudie lui-même la médecine mais s'intéresse principalement à la géométrie. Pour perfectionner ses connaissances, il voyage en Italie et en France où il se lie avec l'astronome Jean Picard. À la suite de cette rencontre, l'académicien français fera lui-même un séjour au Danemark à l'invitation de Bartholin.
Bartholin enseigne par la suite les mathématiques et la médecine à l'université de Copenhague, dont il devient le doyen.

## Œuvres
- « De figura nivis », dans Thomas Bartolin, De nivis usu medico observationes variae. Accessit D. Erasmi Bartholini de figura nivis dissertatio sur Google Livres, Copenhague, P. Haubold, 1661
- De problematibus mathematicis tractatus (1664), Copenhague
- Experimenta crystalli islandici disdiaclastici (1669), 1 vol. in-4°, Copenhague.